# Gibbaranea occidentalis
Gibbaranea occidentalis är en spindelart som beskrevs av Jörg Wunderlich 1989. Gibbaranea occidentalis ingår i släktet Gibbaranea och familjen hjulspindlar. Inga underarter finns listade i Catalogue of Life.